# 北緯14度線
北緯14度線（ほくい14どせん）は、地球の赤道面より北に地理緯度にして14度の角度を成す緯線。アフリカ、アジア、インド洋、太平洋、中央アメリカ、カリブ海、大西洋を通過する。
この緯度の下では、夏至点時の可照時間は12時間57分で、冬至点時は11時間18分である。

## 通過する地域一覧
北緯14度線は、本初子午線から東に向かって以下の場所を通っている。
| 地理座標                                               | 国土・領土・領海       | 備考                                                                                         |
| ------------------------------------------------------ | ---------------------- | -------------------------------------------------------------------------------------------- |
| 北緯14度0分 東経0度0分 / 北緯14.000度 東経0.000度      | ブルキナファソ         |                                                                                              |
| 北緯14度0分 東経0度25分 / 北緯14.000度 東経0.417度     | ニジェール             | チャドとの境界はチャド湖の中にある                                                           |
| 北緯14度0分 東経13度34分 / 北緯14.000度 東経13.567度   | チャド                 |                                                                                              |
| 北緯14度0分 東経22度19分 / 北緯14.000度 東経22.317度   | スーダン               |                                                                                              |
| 北緯14度0分 東経36度28分 / 北緯14.000度 東経36.467度   | エチオピア             |                                                                                              |
| 北緯14度0分 東経40度57分 / 北緯14.000度 東経40.950度   | エリトリア             |                                                                                              |
| 北緯14度0分 東経41度39分 / 北緯14.000度 東経41.650度   | 紅海                   |                                                                                              |
| 北緯14度0分 東経42度41分 / 北緯14.000度 東経42.683度   | イエメン               | ズカル島（英語版）                                                                           |
| 北緯14度0分 東経42度47分 / 北緯14.000度 東経42.783度   | 紅海                   |                                                                                              |
| 北緯14度0分 東経43度9分 / 北緯14.000度 東経43.150度    | イエメン               |                                                                                              |
| 北緯14度0分 東経47度54分 / 北緯14.000度 東経47.900度   | インド洋               | アラビア海                                                                                   |
| 北緯14度0分 東経48度10分 / 北緯14.000度 東経48.167度   | イエメン               |                                                                                              |
| 北緯14度0分 東経48度28分 / 北緯14.000度 東経48.467度   | インド洋               | アラビア海                                                                                   |
| 北緯14度0分 東経74度30分 / 北緯14.000度 東経74.500度   | インド                 | カルナータカ州 アーンドラ・プラデーシュ州 カルナータカ州 - 約3 km アーンドラ・プラデーシュ州 |
| 北緯14度0分 東経80度9分 / 北緯14.000度 東経80.150度    | インド洋               | ベンガル湾                                                                                   |
| 北緯14度0分 東経93度13分 / 北緯14.000度 東経93.217度   | ミャンマー             | 小ココ島（英語版）                                                                           |
| 北緯14度0分 東経93度14分 / 北緯14.000度 東経93.233度   | インド洋               | アンダマン海 - ミャンマー・大ココ島（英語版）の南を通過                                      |
| 北緯14度0分 東経98度3分 / 北緯14.000度 東経98.050度    | ミャンマー             |                                                                                              |
| 北緯14度0分 東経99度0分 / 北緯14.000度 東経99.000度    | タイ                   |                                                                                              |
| 北緯14度0分 東経102度52分 / 北緯14.000度 東経102.867度 | カンボジア             |                                                                                              |
| 北緯14度0分 東経105度50分 / 北緯14.000度 東経105.833度 | ラオス                 |                                                                                              |
| 北緯14度0分 東経106度8分 / 北緯14.000度 東経106.133度  | カンボジア             |                                                                                              |
| 北緯14度0分 東経107度23分 / 北緯14.000度 東経107.383度 | ベトナム               |                                                                                              |
| 北緯14度0分 東経109度15分 / 北緯14.000度 東経109.250度 | 南シナ海               | フィリピン・ルバング島の北を通過                                                             |
| 北緯14度0分 東経120度37分 / 北緯14.000度 東経120.617度 | フィリピン             | ルソン島 - タール湖、および湖中の島のタール火山を通過                                        |
| 北緯14度0分 東経121度56分 / 北緯14.000度 東経121.933度 | ラモン湾（英語版）     | フィリピン・アラバット島の南端部を通過                                                       |
| 北緯14度0分 東経122度19分 / 北緯14.000度 東経122.317度 | フィリピン             | ルソン島                                                                                     |
| 北緯14度0分 東経123度3分 / 北緯14.000度 東経123.050度  | サンミゲル湾（英語版） |                                                                                              |
| 北緯14度0分 東経123度13分 / 北緯14.000度 東経123.217度 | フィリピン             | ルソン島                                                                                     |
| 北緯14度0分 東経123度24分 / 北緯14.000度 東経123.400度 | 太平洋                 | フィリピン海                                                                                 |
| 北緯14度0分 東経124度7分 / 北緯14.000度 東経124.117度  | フィリピン             | カタンドゥアネス島                                                                           |
| 北緯14度0分 東経124度17分 / 北緯14.000度 東経124.283度 | 太平洋                 | フィリピン海 北マリアナ諸島・ロタ島の南を通過                                                |
| 北緯14度0分 西経91度26分 / 北緯14.000度 西経91.433度   | グアテマラ             |                                                                                              |
| 北緯14度0分 西経89度56分 / 北緯14.000度 西経89.933度   | エルサルバドル         |                                                                                              |
| 北緯14度0分 西経88度35分 / 北緯14.000度 西経88.583度   | ホンジュラス           | テグシガルパの南を通過                                                                       |
| 北緯14度0分 西経86度8分 / 北緯14.000度 西経86.133度    | ニカラグア             |                                                                                              |
| 北緯14度0分 西経86度1分 / 北緯14.000度 西経86.017度    | ホンジュラス           |                                                                                              |
| 北緯14度0分 西経85度40分 / 北緯14.000度 西経85.667度   | ニカラグア             |                                                                                              |
| 北緯14度0分 西経83度25分 / 北緯14.000度 西経83.417度   | カリブ海               |                                                                                              |
| 北緯14度0分 西経61度1分 / 北緯14.000度 西経61.017度    | セントルシア           | カストリーズの南を通過                                                                       |
| 北緯14度0分 西経60度53分 / 北緯14.000度 西経60.883度   | 大西洋                 |                                                                                              |
| 北緯14度0分 西経16度47分 / 北緯14.000度 西経16.783度   | セネガル               |                                                                                              |
| 北緯14度0分 西経12度1分 / 北緯14.000度 西経12.017度    | マリ                   |                                                                                              |
| 北緯14度0分 西経2度51分 / 北緯14.000度 西経2.850度     | ブルキナファソ         |                                                                                              |